# Clare Leach
Clare Leach (...) è un'attrice e cantante statunitense, nota per il suo lavoro nel teatro musicale del West End londinese e di Broadway.
Ha debuttato sulle scene nel primo tour americano del musical Chicago con Carolyn Kirsch e Jerry Orbach nel 1977. Nel 1979 debuttò a Broadway con il musical Sugar Babies e poi ha recitato ancora a Broadway nel musical 42nd Street, nei ruoli di Annie e Peggy Sawyer. Ha ricoperto il ruolo di Peggy anche nel tour statunitense di 42nd Street e nella prima produzione londinese del 1984, per cui è stata candidata al Laurence Olivier Award alla migliore attrice in un musical. Nel 1994 è tornata a Broadway con il musical Show Boat ed è rimasta con la produzione anche per il tour del 1996 e la produzione londinese del 1998. 

## Filmografia
- Faust (Faust: Love of the Damned), regia di Brian Yuzna (2001)